# Пуще
Пуще (словен. Pušče) — поселення в общині Велике Лаще, Осреднєсловенський регіон, Словенія. 
Висота над рівнем моря: 518,9 м.